# Verwaltungsgemeinschaft Staßfurt

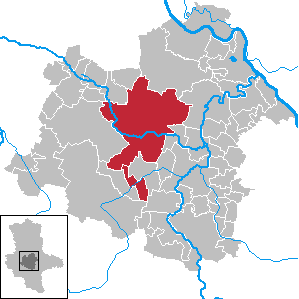
Lage der VG Staßfurt im Salzlandkreis

In der Verwaltungsgemeinschaft Staßfurt des Salzlandkreises in Sachsen-Anhalt waren zwei Gemeinden zur Erledigung ihrer Verwaltungsgeschäfte zusammengeschlossen. Die Stadt Staßfurt war hierbei Trägergemeinde, deren Bürgermeister Leiter der Verwaltungsgemeinschaft. Nachdem am 28. Februar 2003 zunächst die Gemeinde Löderburg und am 1. Januar 2004 die Gemeinde Rathmannsdorf nach Staßfurt eingemeindet wurden, kam mit Wirkung zum 1. Januar 2005 die Gemeinde Amesdorf aus der aufgelösten Verwaltungsgemeinschaft Wippertal zur Verwaltungsgemeinschaft Staßfurt hinzu. Am 1. Januar 2009 wurden die Gemeinde Neundorf (Anhalt) und die Einheitsgemeinde Förderstedt in die Stadt Staßfurt eingegliedert. Mit der Eingemeindung der Gemeinde Amesdorf in die Stadt Güsten, die der neuen Verbandsgemeinde Saale-Wipper beitrat, wurde die VG am 1. Januar 2010 aufgelöst.

## Die ehemaligen Mitgliedsgemeinden mit ihren Ortsteilen
- Amesdorf mit Warmsdorf
- Stadt Staßfurt mit Atzendorf, Athensleben, Brumby, Förderstedt, Glöthe, Hohenerxleben, Leopoldshall, Löbnitz, Löderburg, Lust, Neundorf (Anhalt), Neustaßfurt, Rathmannsdorf, Rothenförde, Siedlung Marbeschacht und Üllnitz